# Syntegon Technology

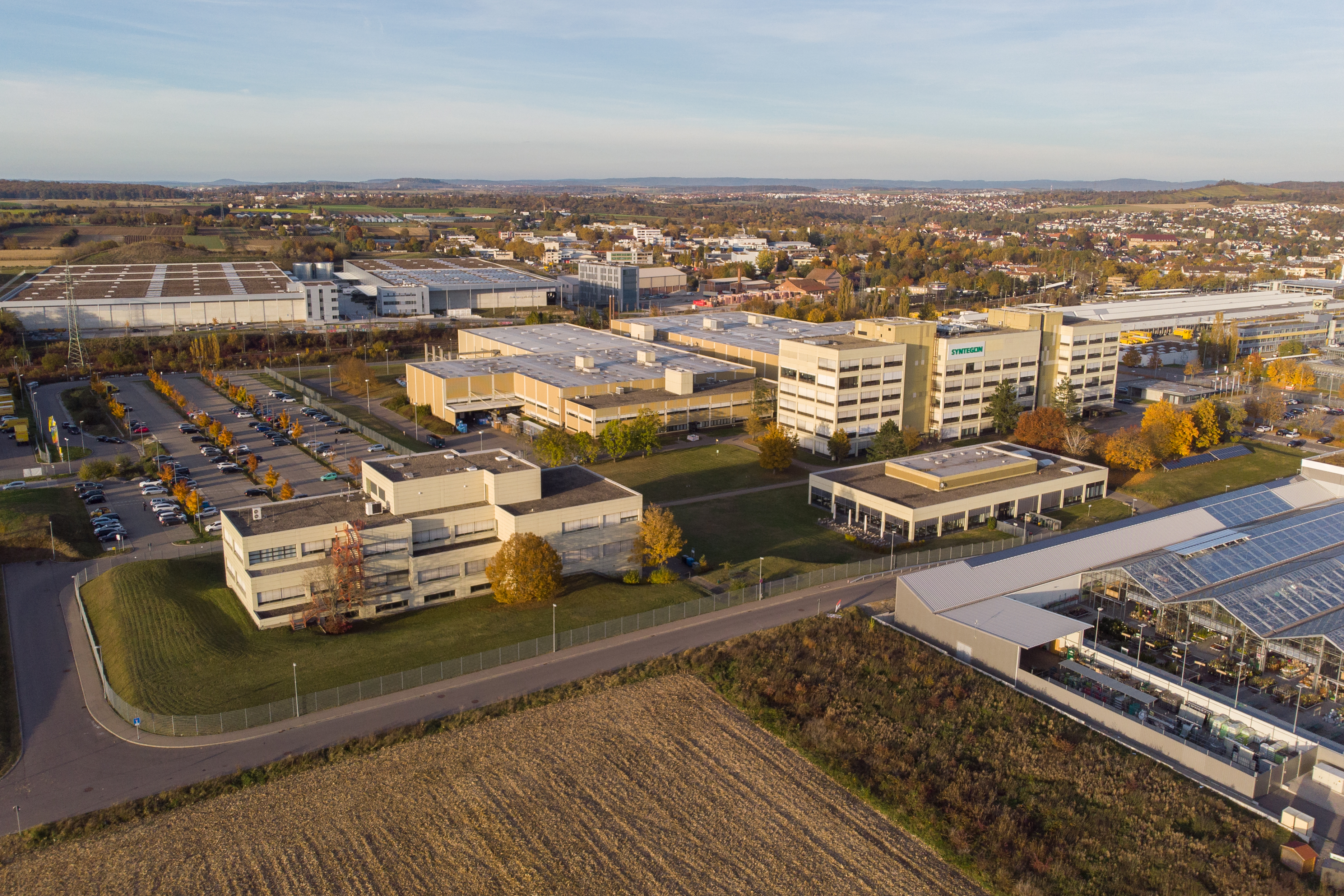
Luftbild des Hauptsitzes in Waiblingen

Syntegon Technology GmbH (bis 15. Januar 2020 Bosch Packaging Technology GmbH) mit Hauptsitz in Waiblingen ist ein weltweiter Anbieter von Gesamtlösungen im Bereich der Prozess- und Verpackungstechnik.
Bis 2019 war das Unternehmen ein Geschäftsbereich der Robert Bosch GmbH.

## Unternehmensdaten
Als ehemalige Verpackungssparte der Bosch-Gruppe bietet die Syntegon-Gruppe seit über 50 Jahren Gesamtlösungen für die Pharma-, Biotech- und Lebensmittelindustrie. Rund 6.900 Mitarbeiter an 47 Standorten in über 20 Ländern erwirtschafteten im Jahr 2024 einen Umsatz von 1,6 Mrd. Euro. Im Juli 2019 hatte Bosch bekannt gegeben, seine Verpackungssparte an eine neu gegründete Gesellschaft zu verkaufen, die von der Beteiligungsgesellschaft CVC Capital Partners verwaltet wird.
Im September 2024 kündigte das Unternehmen an, seinen formellen Hauptsitz von Waiblingen in das schweizerische Beringen verlegen zu wollen. Zu einem späteren Zeitpunkt ziehe Syntegon einen Börsengang an der SIX Swiss Exchange in Betracht.

## Technologien & Dienstleistungen
Das Portfolio umfasst Einzelmaschinen, Systeme und Dienstleistungen. Anwendungsfelder in der Pharmaindustrie sind die Herstellung, Verarbeitung, Abfüllung, Inspektion und Verpackung von flüssigen sowie festen Pharmazeutika (z. B. Spritzen und Kapseln). Im Bereich der Lebensmittelindustrie umfasst das Portfolio Prozesstechnik für Süßwaren sowie Verpackungslösungen für trockene Nahrungsmittel (z. B. Riegel, Backwaren und Kaffee) und Tiefkühlkost.

## Branchen
(Quelle:)

### Lebensmittelbranche
Im Bereich der Nahrungsmittelbranche besteht das Portfolio des Unternehmens aus Gesamtlösungen für die Verpackung von Backwaren, Schokolade, Kaffee und Tiefkühlkost sowie Prozesstechnik zur Verarbeitung von Süßwaren. Angeboten werden Systemlösungen für die Primär-, Sekundär- und Tertiärverpackung von Lebensmitteln. Dazu zählen horizontale und vertikale Schlauchbeutelmaschinen, Sekundärverpackungsmaschinen wie Kartonierer und Sammelpacker sowie dazugehörenden Services. 

### Pharmabranche
Für die Pharmabranche beinhaltet das Portfolio Lösungen für die Formulierung, Verarbeitung, Sterilisation und Abfüllung flüssiger Pharmazeutika inklusive Barrieresystemen und Inspektionstechnologie. Für orale feste Darreichungsformen umfasst es Angebote in den Bereichen Prozesstechnik, Kapselfüllen, Tablettenpressen und -beschichten. Zusätzlich werden Anlagen zur Verwiegung der Produkte und zur Sekundärverpackung angeboten. Ebenso zum Portfolio gehören Anlagen zur Erzeugung von Reinstmedien wie Reinstwasser (WFI – Water for Injection) und Reinstdampf.
Im Bereich der Medizintechnik und Diagnostik werden verschiedene Montagemaschinen, unter anderem für Infusionssets oder Kanülen, hergestellt. 

## Produktmarken
Das Unternehmen führt folgende Produktmarken in Verbindung mit der Dachmarke:
- Doboy
- Elematic
- Hüttlin
- Klenzaids
- Kliklok
- Makat
- Pharmatec
- SBM
- Telstar
- Valicare

## Geschichte
Syntegon Technology wurde 1969 als Robert Bosch Apparatebau GmbH gegründet und wenige Jahre später ein Geschäftsbereich der Bosch-Gruppe. Die Geschichte einzelner Tochterunternehmen ist weitaus länger und geht bis ins 19. Jahrhundert zurück. Ab 2002 trug das Unternehmen den Namen „Bosch Packaging Technology“. 2019 verkaufte Bosch seine Verpackungssparte an die Beteiligungsgesellschaft CVC Capital Partners. Nach dem Abschluss des Verkaufsprozesses im Januar 2020 erfolgte die Umfirmierung in Syntegon.

### Überblick
(Quelle:)
- 1861: Geiger & Hesser wird gegründet. Sie gilt als Wiege des deutschen Verpackungsmaschinenbaus. Seit 1977 gehört sie zu Syntegon.
- 1911: Hesser baut die erste vollautomatische Paketiermaschine für Kaffee. Diese Erfolgsgeschichte wird bis heute bei Syntegon weitergeführt.
- 1958: Höfliger + Karg präsentiert die erste automatische Kapselfüllmaschine. Sie ist Vorläufer der späteren Bosch GKF bis hin zur GKF HiProTect. Höfliger + Karg stößt 1970 zu Syntegon.
- 1969: Gründung der Robert Bosch Apparatebau GmbH mit späterer Umbenennung in Bosch Packaging Technology
- 1975: Eisai Machinery verkauft die ersten automatischen Inspektionsmaschinen zur Detektion von Partikeln in Injektionslösungen. Eisai Machinery ist seit 2012 Teil von Syntegon.
- 1991: Erster Einsatz von Isolatortechnik bei Füll- und Verschließmaschinen für Ampullen. Bis heute sind mehrere Hundert Isolatoren bei Kunden von Syntegon zum Einsatz gekommen.
- 2004 übernahm Bosch die 1906 von der SIG Group gegründete und auf Food-Verpackungsmaschinen spezialisierte Geschäftseinheit Sigpack Systems.[10]
- 2014: Die linearmotorische Antriebstechnologie für horizontale Verpackungsmaschinen löst den Kettentransport ab und ermöglicht die Umstellung auf neue Formate per Knopfdruck.
- 2015: Erste Applikation von wiederverschließbaren Doy Zip-Beuteln auf einer vertikalen Schlauchbeutelmaschine, bis heute hat Syntegon die Technologie mehrfach weiterentwickelt.
- 2016: Präsentation der weltweit ersten gesiegelten Papierverpackung in Kooperation mit BillerudKorsnäs. Das nachhaltige Papier aus Monomaterial enthält keine zusätzlichen Kunststoffanteile und ist vollständig recyclebar.[11]
- 2018: Die Schweizer Rotzinger Group AG übernimmt den schweizerischen Geschäftsbereich um die Entwicklung, Produktion und den Vertrieb von Delta-Robotern.[12]
- 2020: Aus Bosch Packaging Technology wird Syntegon[13][14]
- 2020: Die Rotzinger Group übernimmt das Syntegon-Werk in Viersen und die damit verbundenen Geschäftsbereiche für Füll- und Verschließmaschinen, sowie Prozesstechnik im Bereich Zuckersüßwaren und Riegel.[15]
- 2021: Der Geschäftsbereich Track & Trace für Pharma-Verpackungsmaschinen zur Kennzeichnung und Rückverfolgung von Arzneimitteln, sowie Kartoniermaschninen wird an die Rotzinger Group verkauft.[16][17]
- 2024: Syntegon übernimmt Telstar, S.L.U von der japanischen Azbil Corporation. Telstar, mit Hauptsitz in Terrassa (Barcelona), Spanien, ist ein Hersteller und Zulieferer von Anlagen für die weltweite Life-Science- und Healthcare-Industrie.[18]

## Standorte
(Quelle:)

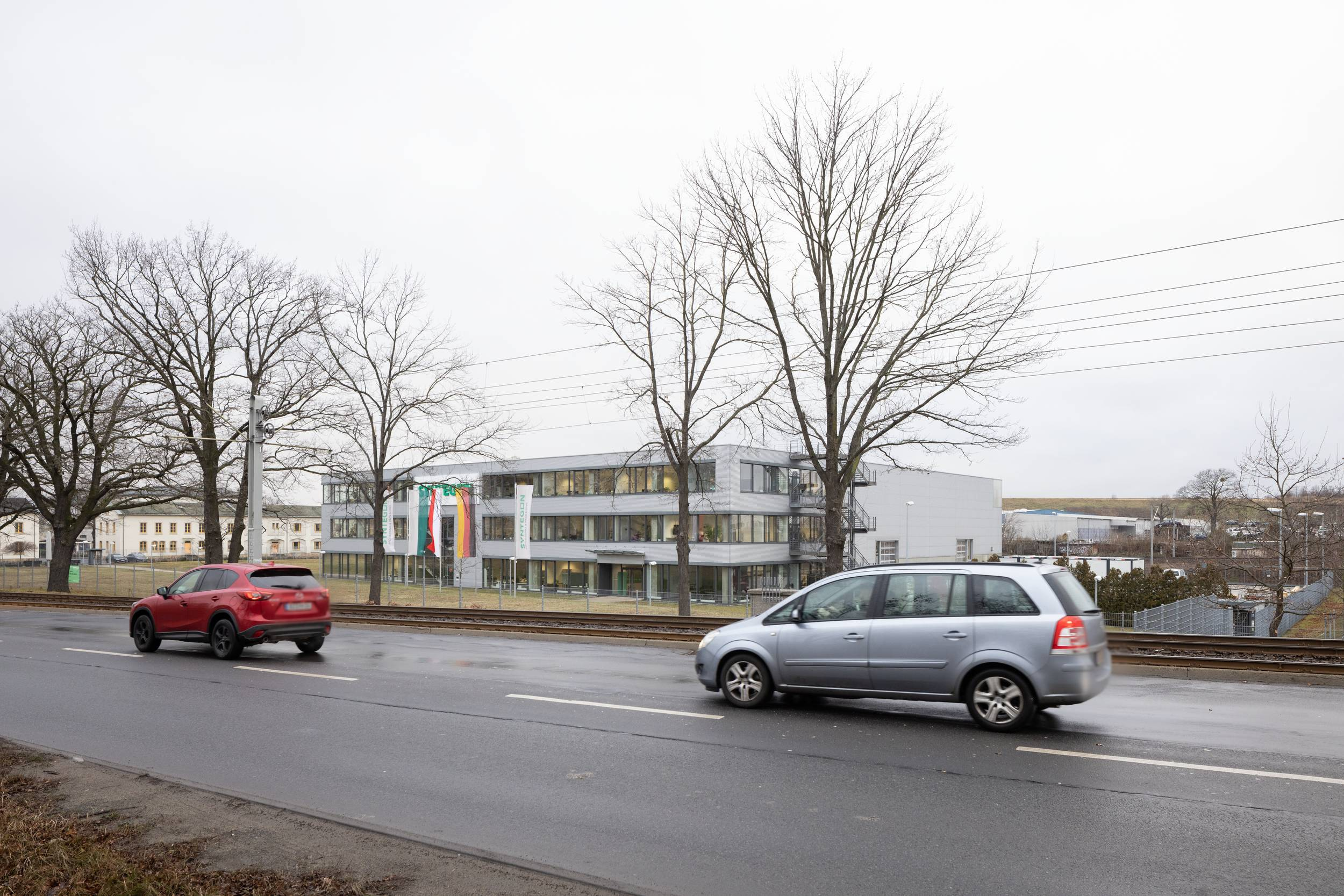
Syntegon Technology Standort in Dresden, Elisabeth-Boer-Straße 3

In Deutschland befinden sich 8 Standorte, dazu zählen: Crailsheim, Dierdorf, Dresden, Frankfurt, Krefeld, Remshalden, Schopfheim und Waiblingen. Europäische Standorte befinden sich neben Deutschland noch in Dänemark, Frankreich, Großbritannien, Italien, den Niederlanden, Österreich, der Schweiz, der Slowakei, Spanien und Ungarn. Weltweit gibt es noch Fertigungs- und/oder Servicestandorte in Brasilien, Mexiko, den USA, der Volksrepublik China, Indien, Singapur, Japan, Thailand, Ägypten und Südafrika.